# Бушуев, Дмитрий Фёдорович

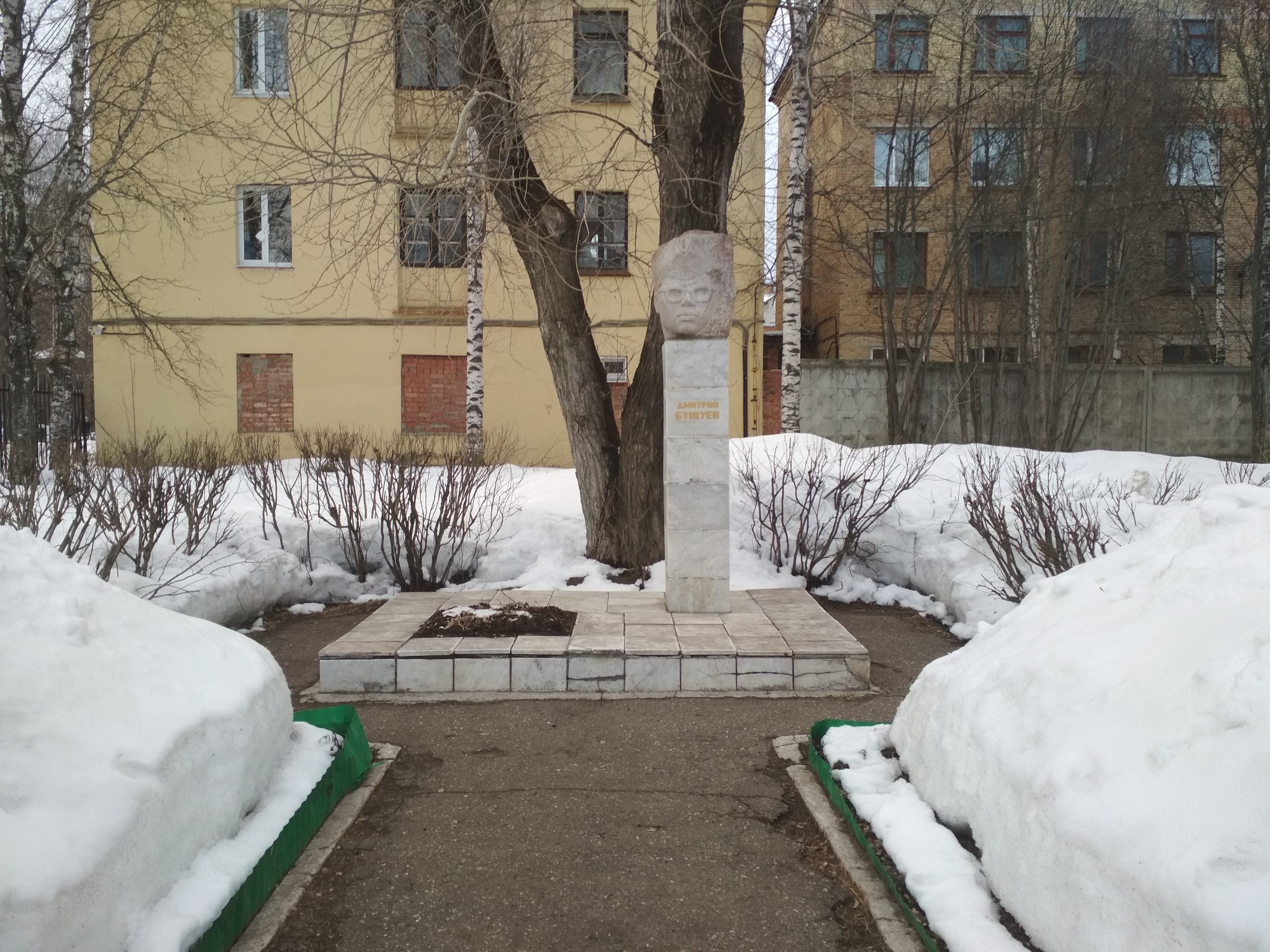
Памятник Дмитрию Бушуеву в Ухте

Дмитрий Фёдорович Бушуев (1944—1965) — рядовой Советской Армии, погиб на пожаре, спасая боевую технику.

## Биография
С 1961 года семья проживала в Ухте. Окончил ухтинскую среднюю школу № 11 (ныне школа № 45) и поступил на работу на Ухтинский механический завод токарем.
В 1963 году призван в Советскую Армию, служил бульдозеристом в ракетном полку.
28 июня 1965 Бушуев принимал участие в тушении лесного пожара, окружавшего военный городок. Огонь бушевал в 250 метрах от стартовой позиции ракеты Р-16У.
Рядовой Бушуев погиб в результате взрыва топливного бака, когда на тракторе-бульдозере расширял просеку, преграждающую путь огню.
1 ноября 1965 Президиум Верховного Совета СССР наградил посмертно рядового Бушуева орденом Красной Звезды.

## Память
- 15 января 1966 имя Дмитрия Бушуева было занесено в Книгу Почёта ЦК ВЛКСМ.
- Именем Дмитрия Бушуева названа средняя школа № 45 в Ухте.
- Именем Дмитрия Бушуева названа улица в Ухте.
- Дмитрию Бушуеву установлен памятник в Ухте.
- В 2000 году Дмитрию Бушуеву было присвоено почётное звание «Ухтинец XX века» в номинации «Служу Отечеству».